# Sis dies corrents
Sis dies corrents és una pel·lícula catalanofrancesa del 2021 dirigida per Neus Ballús i protagonitzada per Mohamed Mellali, Valero Escolar i Pep Sarrà.
Va ser la pel·lícula en versió original en català més vista del 2021.

## Argument
La pel·lícula relata una setmana a la vida de Valero, Moha i Pep, treballadors d’una petita empresa de lampisteria i electricitat dels afores de Barcelona. En Moha, el més jove, haurà de demostrar que està preparat per substituir en Pep, que es jubila. Però en Valero considera que Moha “no dona el perfil”. Una comèdia dramàtica que desdibuixa els límits entre una pel·lícula de ficció i un documental, la pel·lícula exposa els prejudicis racials de la societat catalana. Fa un seguiment del dia a dia de tres lampistes/electricistes (interpretats per actors semiprofessionals) als afores de Barcelona. Presenta diàlegs en castellà, català i amazic.

## Repartiment
- Mohamed Mellali as Moha.[4]
- Valero Escolar as Valero.[4]
- Pep Sarrà as Pep.[4]
- Hamid Minoucha[4]
- Youssef Ouhadi[4]

## Producció
El guió va ser escrit per la directora Neus Ballús juntament amb Margarita Melgar, pseudònim col·lectiu de Montse Ganges i Ana Sanz-Magallón.
La pel·lícula va ser produïda per Distinto Films i El Kinògraf juntament amb Slot Machine, amb la participació de RTVE, TVC, Movistar+ i el suport de l'ICAA i l'ICEC.

## Estrena
La pel·lícula es va estrenar en el 74è Festival de Cinema de Locarno l'agost de 2021. També es va projectar al 46è Festival Internacional de Cinema de Toronto (setembre de 2021), al 26è Festival Internacional de Cinema de Busan (octubre de 2021), al 66è Festival Internacional de Cinema de Valladolid (octubre de 2021) i al 13è Festival CiBRA de Toledo (novembre de 2021). Distribuïda per Filmax, es va estrenar en cinemes a Espanya el 3 de desembre de 2021. Va ser nominada a diverses categories dels Premis Gaudí de 2022.

## Recepció
El lloc web de crítica Rotten Tomatoes va registrar un índex d'aprovació del 93%, basat en 14 crítiques amb una puntuació mitjana de 7,40/10.

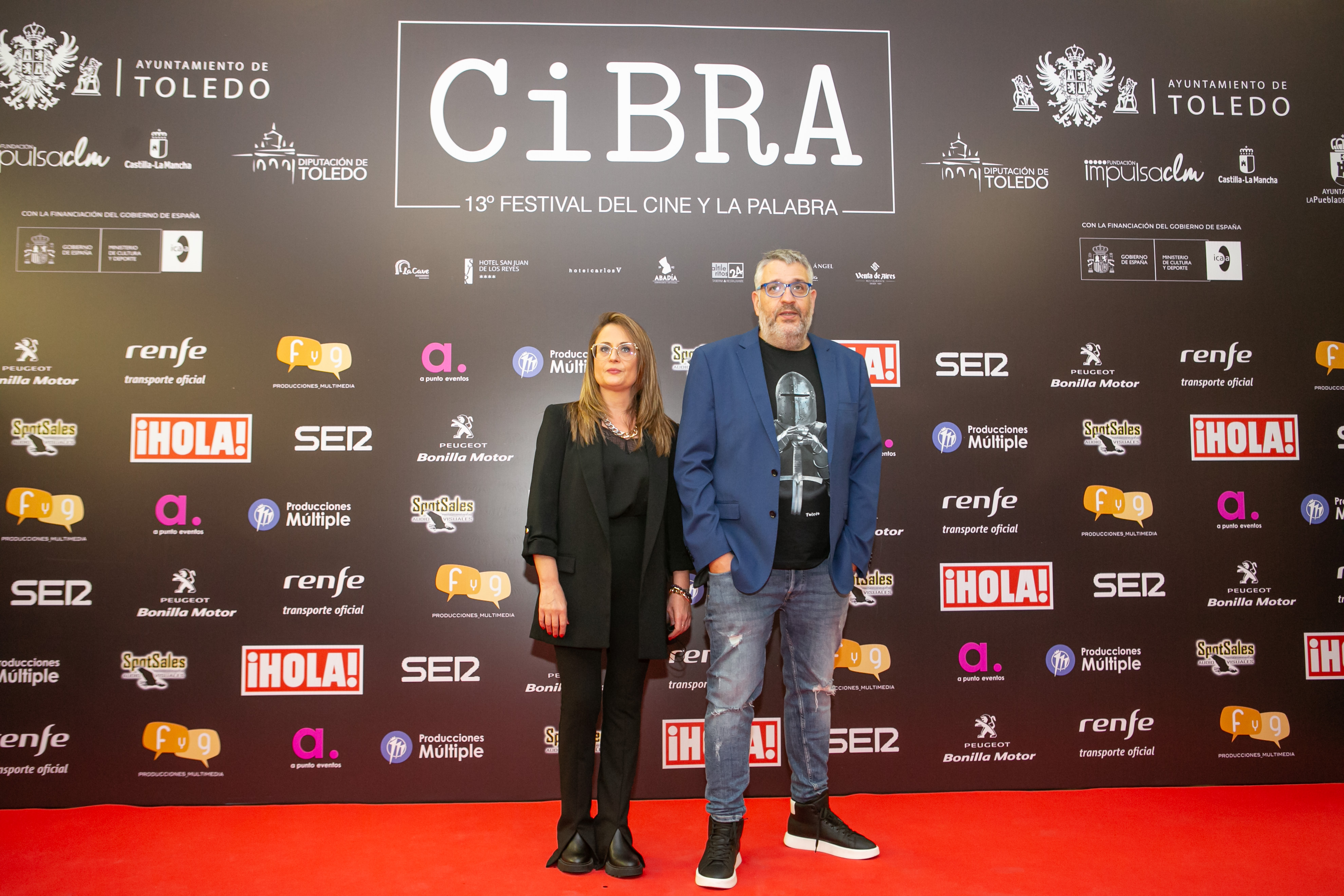
L'actor protagonista Valero Escolar a la gala de tancament del 13è Festival CiBRA a Toledo el 21 de novembre de 2021.

Beatriz Martínez, d'El Periódico de Catalunya, li va atorgar 5 estrelles sobre 5, considerant-la una “pel·lícula de compromís i reivindicació, plena de noblesa i capaç, a través de l'humor i la humanitat, de connectar de manera sincera amb l'espectador”.
Àlex Montoya de Fotogramas li va donar 4 de 5 estrelles destacant el to lleuger i el carisma desplegat pels tres protagonistes.
Sergi Sánchez, de La Razón, li va donar 3 de 5 estrelles, lloant les interpretacions dels actors semiprofessionals, encara que va considerar negativament que la tesi de fons de la pel·lícula està plantejada "amb excessiva ingenuïtat".
Jessica Kiang, de Variety, la va considerar una "encantadora, lleugera però aguda comèdia espanyola de parelles dispars".

## Premis i nominacions
| Any  | Premi                                             | Categoria                                        | Nominat                                          | Resultat  | Ref           |
| ---- | ------------------------------------------------- | ------------------------------------------------ | ------------------------------------------------ | --------- | ------------- |
| 2021 | 74è Festival de Cinema de Locarno                 | Lleopard al millor actor                         | Mohamed Mellali i Valero Escolar                 | Guanyador | [ 13 ]        |
| 2021 | 74è Festival de Cinema de Locarno                 | Europa Cinemas Label                             | Europa Cinemas Label                             | Guanyador | [ 13 ]        |
| 2021 | 66a Setmana Internacional de Cinema de Valladolid | Silver Spike                                     | Silver Spike                                     | Guanyador | [ 14 ]        |
| 2021 | 66a Setmana Internacional de Cinema de Valladolid | Premi del públic                                 | Premi del públic                                 | Guanyador | [ 14 ]        |
| 2021 | 13è Festival CiBRA                                | Premi del públic                                 | Premi del públic                                 | Guanyador | [ 15 ]        |
| 2022 | IX Premis Feroz                                   | Millor comèdia                                   | Millor comèdia                                   | Nominat   | [ 16 ]        |
| 2022 | XIV Premis Gaudí                                  | Millor pel·lícula                                | Millor pel·lícula                                | Guanyador | [ 17 ] [ 18 ] |
| 2022 | XIV Premis Gaudí                                  | Millor direcció                                  | Neus Ballús                                      | Guanyador | [ 17 ] [ 18 ] |
| 2022 | XIV Premis Gaudí                                  | Millor guió original                             | Neus Ballús, Margarita Melgar                    | Nominat   | [ 17 ] [ 18 ] |
| 2022 | XIV Premis Gaudí                                  | Millor protagonista masculí                      | Mohamed Mellali                                  | Guanyador | [ 17 ] [ 18 ] |
| 2022 | XIV Premis Gaudí                                  | Millor direcció de producció                     | Bernat Rifé, Goretti Pagès                       | Nominat   | [ 17 ] [ 18 ] |
| 2022 | XIV Premis Gaudí                                  | Millor muntatge                                  | Neus Ballús, Ariadna Ribas                       | Guanyador | [ 17 ] [ 18 ] |
| 2022 | XIV Premis Gaudí                                  | Millor actor secundari                           | Valero Escolar                                   | Guanyador | [ 17 ] [ 18 ] |
| 2022 | XIV Premis Gaudí                                  | Millor vestuari                                  | Alba Costa                                       | Nominat   | [ 17 ] [ 18 ] |
| 2022 | XIV Premis Gaudí                                  | Millor so                                        | Amanda Villavieja, Elena Coderch, Albert Manera  | Nominat   | [ 17 ] [ 18 ] |
| 2022 | XIV Premis Gaudí                                  | Premi Especial del Públic a la Millor Pel·lícula | Premi Especial del Públic a la Millor Pel·lícula | Nominat   | [ 17 ] [ 18 ] |